# Kenúzi nyelv
A kenúzi nyelv, más néven kenzi nyelv vagy mattokki nyelv (saját megnevezéssel: Mattokki) egy núbiai nyelv Egyiptomban, ami a nílus-szaharai nyelvcsaládba tartozik. Legközelebbi rokona a Szudánban beszélt dongolai, illetve a mahasz és a kihalt meroita nyelv. A népesség és a nyelvközösség elmozdulásával, az Asszuáni-gát megépítése után Alsó-Egyiptomba került.